# Lipscomb (Texas)
Lipscomb è un census-designated place degli Stati Uniti d'America situato nella contea di Lipscomb (di cui è capoluogo) dello Stato del Texas.
La popolazione era di 37 persone al censimento del 2010.

## Geografia fisica
Lipscomb è situata a 36°13′56″N 100°16′19″W (36.232224, -100.271869). Secondo lo United States Census Bureau, ha un'area totale di 5,1 miglia quadrate (13 km²).

## Società

### Evoluzione demografica
Secondo il censimento del 2000, c'erano 44 persone, 25 nuclei familiari e 14 famiglie residenti nella città. La densità di popolazione era di 8,6 persone per miglio quadrato (3,3/km²). C'erano 35 unità abitative a una densità media di 6,9 per miglio quadrato (2,6/km²). La composizione etnica della città era formata dal 90,91% di bianchi e il 9,09% di nativi americani.
C'erano 25 nuclei familiari di cui il 4,0% aveva figli di età inferiore ai 18 anni, il 52,0% aveva coppie sposate conviventi, e il 44,0% erano non-famiglie. Il 44,0% di tutti i nuclei familiari erano individuali e il 28,0% aveva componenti con un'età di 65 anni o più che vivevano da soli. Il numero di componenti medio di un nucleo familiare era di 1,72 e quello di una famiglia era di 2,29.
La popolazione era composta dal 4,5% di persone sotto i 18 anni, il 6,8% di persone dai 18 ai 24 anni, il 18,2% di persone dai 25 ai 44 anni, il 34,1% di persone dai 45 ai 64 anni, e il 36,4% di persone di 65 anni o più. L'età media era di 58 anni. Per ogni 100 femmine c'erano 120,0 maschi. Per ogni 100 femmine dai 18 anni in giù, c'erano 110,0 maschi.
Il reddito medio di un nucleo familiare era di 38.750 dollari e quello di una famiglia era di 58.125 dollari. I maschi avevano un reddito medio di 35.625 dollari contro i 23.750 dollari delle femmine. Il reddito pro capite era di 21.144 dollari. C'erano il 9,1% delle famiglie e il 7,5% della popolazione che vivevano sotto la soglia di povertà, incluso il 30,0% di persone sopra i 64 anni.